# Tico-tico-de-bico-amarelo
Tico-tico-de-bico-amarelo (Arremon flavirostris) é uma espécie de ave da família Emberizidae. Pode ser encontrada nos seguintes países: Argentina, Bolívia, Brasil e Paraguai. Seus habitats naturais são: florestas secas tropicais ou subtropicais e florestas subtropicais ou tropicais húmidas de baixa altitude.